# Jérémy Dérangère
Jérémy Dérangère (* 3. Mai 1975 in Le Creusot) ist ein ehemaliger französischer Radrennfahrer.
Jérémy Dérangère wurde 2002 Erster der Gesamtwertung beim Circuit de Saône-et-Loire. 2004 gewann er das Eintagesrennen Troyes-Dijon und 2005 wieder den Circuit de Saône-et-Loire, sowie eine Etappe bei der Tour Nord-Isère. Im nächsten Jahr war Dérangère bei dem Mannschaftszeitfahren der Tour Alsace erfolgreich. 2007 gewann er die Eintagesrennen Grand Prix Saint-Etienne Loire und Annemasse-Bellegarde et retour und eine Etappe beim Circuit de Saône-et-Loire. In der Saison 2008 gewann Dérangère die beiden Eintagesrennen Troyes-Dijon und Dijon-Auxonne-Dijon. Außerdem gewann er eine Etappe bei der Rhône-Alpes Isère Tour und konnte so auch die Gesamtwertung für sich entscheiden.

## Erfolge
2005
- eine Etappe Tour Nord-Isère (2.2)

2008
- Rhône-Alpes Isère Tour (2.2) und eine Etappe

| Personendaten    | Personendaten               |
| ---------------- | --------------------------- |
| NAME             | Dérangère, Jérémy           |
| KURZBESCHREIBUNG | französischer Radrennfahrer |
| GEBURTSDATUM     | 3. Mai 1975                 |
| GEBURTSORT       | Le Creusot                  |